# BPM 37093
BPM 37093 (také známá jako V886 Centauri) je pulzující bílý trpaslík typu ZZ Ceti s atmosférou tvořenou převážně vodíkem a neobvykle vysokou hmotností přibližně 1,1 násobku hmotnosti Slunce. Nachází se asi 48 světelných let od Země v souhvězdí Kentaura a projevuje se periodickými pulzacemi, které způsobují změny její svítivosti.
Jako ostatní bílí trpaslíci je BPM 37093 tvořena převážně uhlíkem a kyslíkem, které vznikly termonukleární fúzí helia v tzv. trojalfa reakci.

## Struktura
Teoreticky bylo v 60. letech 20. století předpovězeno, že jak se bílý trpaslík ochlazuje, začne jeho materiál krystalizovat od jádra směrem ven. Pozorování pulzací u BPM 37093 od roku 1992 umožnilo použít astroseismologii k testování této teorie. V roce 2004 výzkum Antonio Kanaana a týmu pomocí Whole Earth Telescope naznačil, že přibližně 90 % hmoty BPM 37093 je zkrystalizováno. Jiné studie uvádějí podíly od 32 % do 82 %.
Vzhledem k vysokému stupni krystalizace se předpokládá, že jádro hvězdy je obrovský krystalický uhlíkový útvar, přirovnávaný k diamantu o průměru asi 4000 km a obrovské hmotnosti. Z tohoto důvodu získala BPM 37093 přezdívku "Lucy" podle písně Beatles "Lucy in the Sky with Diamonds".